# Wilhelm Miklas
Wilhelm Miklas (15 tháng 10 năm 1872 – 20 tháng 3 năm 1956) là chính trị gia người Áo giữ chức Tổng thống thứ ba của Áo từ năm 1928 cho đến khi Áo bị sáp nhập vào Đức Quốc xã năm 1938.